# 1174 год
1174 (ты́сяча сто се́мьдесят четвёртый) год  по юлианскому календарю — невисокосный год, начинающийся во вторник. Это 1174 год нашей эры, 4‑й год 8‑го десятилетия XII века 2‑го тысячелетия, 5‑й год 1170‑х годов. Он закончился 851 год назад.
| Пн | Вт | Ср | Чт | Пт | Сб | Вс |
|    | 1  | 2  | 3  | 4  | 5  | 6  |
| 7  | 8  | 9  | 10 | 11 | 12 | 13 |
| 14 | 15 | 16 | 17 | 18 | 19 | 20 |
| 21 | 22 | 23 | 24 | 25 | 26 | 27 |
| 28 | 29 | 30 | 31 |    |    |    |

| Пн | Вт | Ср | Чт | Пт | Сб | Вс |
|    |    |    |    | 1  | 2  | 3  |
| 4  | 5  | 6  | 7  | 8  | 9  | 10 |
| 11 | 12 | 13 | 14 | 15 | 16 | 17 |
| 18 | 19 | 20 | 21 | 22 | 23 | 24 |
| 25 | 26 | 27 | 28 |    |    |    |

| Пн | Вт | Ср | Чт | Пт | Сб | Вс |
|    |    |    |    | 1  | 2  | 3  |
| 4  | 5  | 6  | 7  | 8  | 9  | 10 |
| 11 | 12 | 13 | 14 | 15 | 16 | 17 |
| 18 | 19 | 20 | 21 | 22 | 23 | 24 |
| 25 | 26 | 27 | 28 | 29 | 30 | 31 |

| Пн | Вт | Ср | Чт | Пт | Сб | Вс |
| 1  | 2  | 3  | 4  | 5  | 6  | 7  |
| 8  | 9  | 10 | 11 | 12 | 13 | 14 |
| 15 | 16 | 17 | 18 | 19 | 20 | 21 |
| 22 | 23 | 24 | 25 | 26 | 27 | 28 |
| 29 | 30 |    |    |    |    |    |

| Пн | Вт | Ср | Чт | Пт | Сб | Вс |
|    |    | 1  | 2  | 3  | 4  | 5  |
| 6  | 7  | 8  | 9  | 10 | 11 | 12 |
| 13 | 14 | 15 | 16 | 17 | 18 | 19 |
| 20 | 21 | 22 | 23 | 24 | 25 | 26 |
| 27 | 28 | 29 | 30 | 31 |    |    |

| Пн | Вт | Ср | Чт | Пт | Сб | Вс |
|    |    |    |    |    | 1  | 2  |
| 3  | 4  | 5  | 6  | 7  | 8  | 9  |
| 10 | 11 | 12 | 13 | 14 | 15 | 16 |
| 17 | 18 | 19 | 20 | 21 | 22 | 23 |
| 24 | 25 | 26 | 27 | 28 | 29 | 30 |

| Пн | Вт | Ср | Чт | Пт | Сб | Вс |
| 1  | 2  | 3  | 4  | 5  | 6  | 7  |
| 8  | 9  | 10 | 11 | 12 | 13 | 14 |
| 15 | 16 | 17 | 18 | 19 | 20 | 21 |
| 22 | 23 | 24 | 25 | 26 | 27 | 28 |
| 29 | 30 | 31 |    |    |    |    |

| Пн | Вт | Ср | Чт | Пт | Сб | Вс |
|    |    |    | 1  | 2  | 3  | 4  |
| 5  | 6  | 7  | 8  | 9  | 10 | 11 |
| 12 | 13 | 14 | 15 | 16 | 17 | 18 |
| 19 | 20 | 21 | 22 | 23 | 24 | 25 |
| 26 | 27 | 28 | 29 | 30 | 31 |    |

| Пн | Вт | Ср | Чт | Пт | Сб | Вс |
|    |    |    |    |    |    | 1  |
| 2  | 3  | 4  | 5  | 6  | 7  | 8  |
| 9  | 10 | 11 | 12 | 13 | 14 | 15 |
| 16 | 17 | 18 | 19 | 20 | 21 | 22 |
| 23 | 24 | 25 | 26 | 27 | 28 | 29 |
| 30 |    |    |    |    |    |    |

| Пн | Вт | Ср | Чт | Пт | Сб | Вс |
|    | 1  | 2  | 3  | 4  | 5  | 6  |
| 7  | 8  | 9  | 10 | 11 | 12 | 13 |
| 14 | 15 | 16 | 17 | 18 | 19 | 20 |
| 21 | 22 | 23 | 24 | 25 | 26 | 27 |
| 28 | 29 | 30 | 31 |    |    |    |

| Пн | Вт | Ср | Чт | Пт | Сб | Вс |
|    |    |    |    | 1  | 2  | 3  |
| 4  | 5  | 6  | 7  | 8  | 9  | 10 |
| 11 | 12 | 13 | 14 | 15 | 16 | 17 |
| 18 | 19 | 20 | 21 | 22 | 23 | 24 |
| 25 | 26 | 27 | 28 | 29 | 30 |    |

| Пн | Вт | Ср | Чт | Пт | Сб | Вс |
|    |    |    |    |    |    | 1  |
| 2  | 3  | 4  | 5  | 6  | 7  | 8  |
| 9  | 10 | 11 | 12 | 13 | 14 | 15 |
| 16 | 17 | 18 | 19 | 20 | 21 | 22 |
| 23 | 24 | 25 | 26 | 27 | 28 | 29 |
| 30 | 31 |    |    |    |    |    |

## События

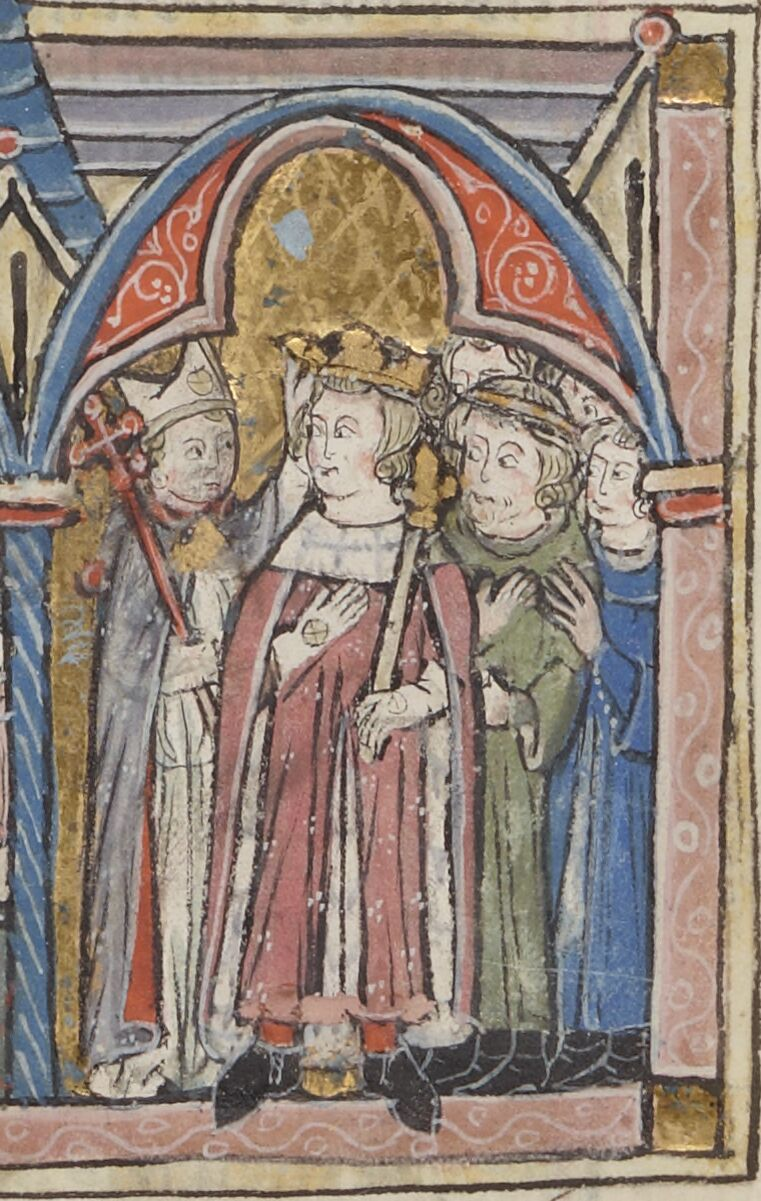
- Коронация Балдуина IV

- 1174—1184 — началось крупное восстание «биркебейнеров» в Норвегии.
- 1174 — неудачная военная экспедиция короля Вильгельма II в Александрию. Провал планов союза с Византией.
- 1174—1176 — война Мануила Комнина с сельджукским султаном Рума Кылыч-Арсланом II.
- 15 июля — состоялась коронация Балдуина IV, короля Иерусалима.
- 28 июля—2 августа — осада Александрии сицилийскими норманнами под командованием Танкреда ди Лечче завершилась поражением и отступлением норманнов обратно на Сицилию[1].
- Начало пятого похода Фридриха в Италию. Сражение при Алессандрии.
- После смерти Нур ад-Дина, Дамаск захватил Салах ад-Дин.
- Империя Пала прекратила существование.

### Англия
- 1173—1174 — закончился мятеж сыновей Генриха II против своего отца. Их поддерживают короли Шотландии и Франции, а также мать — Алиенора Аквитанская. Вторжение Вильгельма Льва в Нортумберленд[2]:
  - 13 июня — битва при Алнике[2].

- Поход Пемброка в Мюнстер против Доминика Лимерикского. Восстание в Ирландии против англичан. Разгром армии Пемброка при Тюрле. Пемброк осаждён в Уотерфорде. Родерик О’Коннор подходит к Дублину. Ричард Пемброк с помощью Раймонда ле Гро меняет ход войны в свою пользу. Создание Пэйла — земель на юго-востоке Ирландии. Брак Ричарда ле Гро с сестрой Пемброка.
- Англичане берут в плен в Алнвике Вильгельма Льва. Его отправляют в Нормандию.
- Заключение Фалезского договора, по которому Шотландия признаёт себя вассалом Англии[3].
- Конфликт между английским королём Генрихом II Плантагенетом и его сыновьями завершился примирением.

## Русь
Правление: 1173—1174, 1174 —  Ярослав Изяславич (два раза), 1171—1173, 1174—1176 — Роман Ростиславич и 1174 — Святослав Всеволодович (два раза)

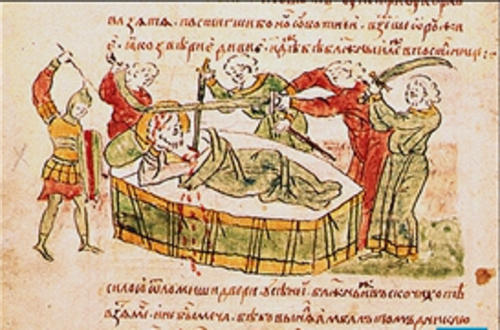
Убийство Андрея Боголюбского. Миниатюра Радзивиллопской летописи

- 1174—1177 — началась междоусобная война в Северо-Восточной Руси. Борьба за власть во Владимиро-Суздальском княжестве после убийства боярами великого князя Владимирского Андрея Боголюбского. Происходила между его племянниками от старшего брата Мстиславом и Ярополком, с одной стороны, и его младшими единокровными братьями Михаилом и Всеволодом, с другой[4].
- 12 —24 марта — в ответ на нарушение киевским князем Ярославом Изяславичем договорённостей о пожаловании, черниговский князь Святослав Всеволодович захватил Киев, но тут же вернулся в Чернигов из-за риска его потерять. За те 12 дней, что черниговцы хозяйничали в Киеве, они захватили «имение Ярославле бещисла», дружину Ярослава, его жену и младшего сына (по-видимому, Мстислава Немого). Святослав Всеволодович оставил Киев, будучи вынужден отражать атаку на Стародуб новгород-северского князя Олега Святославича[5].
- Конец весны — киевский князь Ярослав Изяславич на 12 дней утратил Киев, захваченный черниговским князем Святославом Всеволодовичем. Расценил, как опасность для своего положения приезд в Киевское княжество к братьям смоленского князя Романа Мстиславича и не дожидаясь объяснений вернулся в Луцк, несмотря на предложение вернуться назад в Киев, предпочёл остаться в Луцке[6].
- Май — Роман Ростиславич посылает своего брата Рюрика и сыновей Мстислава и Ярополка против половцев, напавших на Русскую землю. У г. Растовца князья терпят поражение[7].
- Князья Ростиславичи обращаются к Андрею Боголюбскому с просьбой отдать Киев Роману Ростиславичу и вступают в переговоры с Боголюбским[7].
- 29 июня — погиб Андрей Боголюбский. С его смертью прекращены переговоры с Ростиславичами[7].
- Ночь 29 июня — Ростово-суздальский князь Андрей Боголюбский убит в своём же дворце в Боголюбово, своими приближёнными и родственниками его первой супруги (Улита, дочь боярина Степана Ивановича Кучки с 1148 года), Кучковичами, составившими заговор. В их числе известны: "Пётр, Кучков зять, Анбал ясинин (осетин) ключник, Якым Кучкович, Ефрем Моизич" и другие числом около 20 человек. Накануне убийства злодеи выкрали у князя меч, реликвию семьи Мономаховичей, ранее принадлежавший святому князю Борису. Обнажённое тело князя было брошено и только один из княжеских слуг Кузьмище Киянин, сумел сохранить его[8].
- На следующий после убийства день, жители Боголюбова разграбили княжеский дворец, перебив много княжеских слуг и иноземных мастеров, нанятых  Андреем[8].
- Июль — Ростиславичи восстановили на киевском престоле Романа Ростиславича[9].
- 20 июля — Святослав Всеволодович подходит к Киеву. Роман Ростиславич уступает ему город, а сам удаляется в Белгород, где дожидается своих братьев. Приближение Ростиславичей заставляет Святослава бежать за Днепр. В это время к Святославу на помощь подходят половцы[7].
- Ростиславичи на совещании решают отдать Киев Святославу Всеволодовичу. Роман Ростиславич уходит в Смоленск[7].
- 04 июля — тело Андрея Боголюбского, настоятель владимирского Успенского собора игумен Федул перевозит во Владимир, где его торжественно хоронят в Успенском соборе[8].
- Михалко Юрьевич на короткое время становится владимирским князем[10]
- После убийства мужа, вторая жена Андрея Боголюбского (предположительно осетинка или булгарка) бежит в Москву, но её находят и как причастную к убийству привозят для расследования во Владимир. По приговору великого князя Всеволода Юрьевича она была утоплена в озере Клещино (сов. оз. Плещеево)[8].
- Лето — после смерти Андрея Боголюбского, племянники Михалко Юрьевича – Мстислав и Ярополк Ростиславичи приняли приглашение от «старейших» городов Северо-Восточной Руси (Ростов, Суздаль, Переяславль) прийти на княжение. Они решили направиться туда вместе с Михалко Юрьевичем и Всеволодом Юрьевичем. Первыми в Ростов отправились Михалко Юрьевич и Ярополк Ростиславич, однако из-за политического противостояния боярРостова и Владимира, между этими князьями произошёл разрыв. Ростовские бояре настаивали на том, чтобы к ним приехал только Ярополк Ростиславич, а владимирцы поддержали Михалко Юрьевича. После вокняжения Михалко Юрьевича — Владимир семь недель осаждали войска Ярополка и Мстислава Ростиславичей с силами ростовцев, вынудив владимирцев отказаться открыто поддерживать Михалко Юрьевича (при его отъезде, тем не менее, владимирцы заявили ему о своей поддержке в случае возвращения с дополнительными военными силами)[10].
- Впервые древний город Полтава упоминается под названием "Лтава" в древнерусских летописях.
- Первое упоминание в письменных источниках (Ипатьевская летопись) города Серебряный[11] (сейчас поселок Сребное).

## Начало правления
См. также: Список глав государств в 1174 году
- 1174—1193 — султан Египта и Сирии Салах ад-Дин Юсуф (Саладин) (1138—1193).
- 1174—1185 — король Иерусалима Балдуин IV (1160—1185). Доверил управление мужу своей сестры Ги де Лузиньяну и Раймунду, графу Триполи.

## Родились
См. также: Категория:Родившиеся в 1174 году
- Ингеборга Датская — королева Франции.

## Скончались
См. также: Категория:Умершие в 1174 году
- 29 июня — Андрей Юрьевич Боголюбский, князь владимиро-суздальский[12].
- 11 июля — Амори I, король Иерусалима.